# Боню Гочев
Боню Бонев Гочев е български офицер, генерал-майор.

## Биография
Боню Гочев е роден на 4 юли 1895 година в град Стара Загора, Княжество България. Завършва гимназия в родния си град. През 1915 година завършва Военното на Негово Величество училище и на 25 август е произведен в чин подпоручик. Служи в 8-и артилерийски полк. От 1922 до 1923 година учи в Математическия факултет на Софийския университет. В периода 1923 – 1928 година учи в Политехническия университет в Берлин. През 1928 г. е назначен на служба в 6-и артилерийски полк. През 1929 година изкарва щабофицерски курсове в София. През 1929 година работи в Държавната военна фабрика. От 1931 година е в артилерийската инспекция, а от 1935 в щаба на армията, като през 1933 година завършва Военната академия в София.
През 1937 г. подполковник Гочев на назначен на служба в Оръжейната инспекция, на 3 октомври 1938 г. е произведен в чин полковник и през 1940 г. става началник на Военната фабрика в Сопот. От 1944 година е началник на отдел „Доставки и поддържане“, излиза в запас на 15 декември същата година по собствено желание (Царска заповед № 197). След това работи на частна практика като чертае чертежи и рисува портрети. В края на 1945 г. постъпва на работа във фабрика „България“ в Княжево като инженер. Там работи 5 – 6 месеца и доставя чугун. След това започва работа отново като инженер във фабрика „Глобус“ през 1947 г. Приятел на министъра на индустрията по това време Христо Лилков, но отказва да заеме поста на негов секретар. През 1949 година е вкаран в лагера Богданов дол, а между 1950 и 1954 е в лагера Белене. През 1951 г. Държавна сигурност го взима на активна разработка под псевдоним „Лакей“ поради това, че говори срещу комунистите.
Има два ордена „За храброст“ I и II клас и орден „Св. Александър“. Написва труд, озаглавен „Моторизацията“.

## Военни звания
- Подпоручик (25 август 1915)
- Поручик (30 май 1917)
- Капитан (1 май 1920)
- Майор (15 май 1930)
- Подполковник (26 август 1934)
- Полковник (3 октомври 1938)
- Генерал-майор (6 май 1942)